# Morlaye Soumah
Morlaye Soumah (ur. 4 listopada 1971 w Konakry) – gwinejski piłkarz grający na pozycji obrońcy.

## Kariera klubowa
Soumah urodził się w Konakry, ale karierę piłkarską rozpoczął w Kamerunie, w klubie Tonnerre Jaunde. W 1988 roku zadebiutował w jego barwach w kameruńskiej Première Division. W debiutanckim sezonie wywalczył z Tonerre mistrzostwo Kamerunu, a w 1989 roku zdobył Puchar Kamerunu. W 1991 roku ponownie zdobył to trofeum.
W połowie 1991 roku Soumah przeszedł z Tonnerre do francuskiego klubu SC Bastia. Przez pierwsze 2 sezony grał w nim w rozgrywkach drugiej ligi francuskiej, a w 1993 roku został wypożyczony do innego drugoligowca, Valenciennes FC. W międzyczasie Bastia awansowała do pierwszej ligi, a 6 maja 1995 Gwinejczyk zadebiutował w niej, w zremisowanym 1:1 spotkaniu z RC Strasbourg. W 1997 roku wygrał z Bastią Puchar Intertoto. W sezonie 2002/2003 stracił miejsce w składzie Bastii i zaczął grać w rezerwach tego klubu. W 2004 roku w wieku 33 lat zakończył karierę piłkarską.
| Sezon   | Klub            | Kraj    | Rozgrywki         | Mecze | Bramki |
| ------- | --------------- | ------- | ----------------- | ----- | ------ |
| 1988    | Tonnerre Jaunde | Kamerun | Première Division | ?     | ?      |
| 1989    | Tonnerre Jaunde | Kamerun | Première Division | ?     | ?      |
| 1990    | Tonnerre Jaunde | Kamerun | Première Division | ?     | ?      |
| 1991    | Tonnerre Jaunde | Kamerun | Première Division | ?     | ?      |
| 1991/92 | SC Bastia       | Francja | Ligue 2           | 5     | 0      |
| 1992/93 | SC Bastia       | Francja | Ligue 2           | 29    | 2      |
| 1993/94 | Valenciennes FC | Francja | Ligue 2           | 24    | 0      |
| 1994/95 | SC Bastia       | Francja | Ligue 1           | 4     | 0      |
| 1995/96 | SC Bastia       | Francja | Ligue 1           | 31    | 0      |
| 1996/97 | SC Bastia       | Francja | Ligue 1           | 37    | 0      |
| 1997/98 | SC Bastia       | Francja | Ligue 1           | 32    | 0      |
| 1998/99 | SC Bastia       | Francja | Ligue 1           | 30    | 0      |
| 1999/00 | SC Bastia       | Francja | Ligue 1           | 32    | 0      |
| 2000/01 | SC Bastia       | Francja | Ligue 1           | 31    | 0      |
| 2001/02 | SC Bastia       | Francja | Ligue 1           | 29    | 0      |
| 2002/03 | SC Bastia       | Francja | Ligue 1           | 18    | 0      |
| 2002/03 | SC Bastia B     | Francja | CFA               | 12    | 0      |
| 2003/04 | SC Bastia B     | Francja | CFA               | 4     | 0      |

## Kariera reprezentacyjna
W reprezentacji Gwinei Soumah zadebiutował w 1988 roku. W 1994 roku w Pucharze Narodów Afryki 1994 rozegrał 2 mecze: z Ghaną (0:1) i z Senegalem (1:2). Z kolei w 1998 roku został powołany do kadry Gwinei na Puchar Narodów Afryki 1998, na którym zagrał w 3 spotkaniach: z Algierią (1:0), z Kamerunem (2:2) i z Burkina Faso (0:1). W 2004 roku podczas Pucharu Narodów Afryki 2004 był podstawowym zawodnikiem, a jego dorobek na tym turnieju to 3 mecze: z Demokratyczną Republiką Konga (2:1), z Rwandą (1:1) i ćwierćfinał z Mali (1:2).